# Kriłatica (Macedonia Północna)
Kriłatica (maced. Крилатица) – wieś w północno-wschodniej Macedonii Północnej, w gminie Kratowo.